# Xuân Lộc (Đồng Nai)
Xuân Lộc is een district in de Vietnamese provincie Đồng Nai. Het ligt in het zuidoosten van Vietnam. Het zuidoosten van Vietnam wordt ook wel Dông Nam Bô genoemd.
De oppervlakte van het district bedraagt 725,85 km². Het district herbergt ongeveer 12,4% van het natuurgebied van de provincie. Het district heeft ongeveer 218.753 inwoners, wat neerkomt op ongeveer 301 inwoners per km²
In 2006 is hier de grootste moskee van het land gebouwd. Het werd gefinancierd door Saudi-Arabië.

## Administratieve eenheden
Het district is onderverdeeld in één Thị trấn en veertien Xã's.
- Thị trấn Gia Ray
- Xã Bảo Hòa
- Xã Lang Minh
- Xã Suối Cao
- Xã Suối Cát
- Xã Xuân Bắc
- Xã Xuân Định
- Xã Xuân Hiệp
- Xã Xuân Hòa
- Xã Xuân Hưng
- Xã Xuân Phú
- Xã Xuân Tâm
- Xã Xuân Thành
- Xã Xuân Thọ
- Xã Xuân Trường